# 3291 Dunlap
3291 Dunlap (1982 VX3) là một tiểu hành tinh vành đai chính được phát hiện ngày 14 tháng 11 năm 1982 bởi Kosai, H. và Hurukawa, K. ở Kiso Station.